# Junín (département)
Pour les articles homonymes, voir Junin.
Le département de Junín (en espagnol : Departamento de Junín) est l'une des 24 régions du Pérou. Sa capitale est la ville de Huancayo.

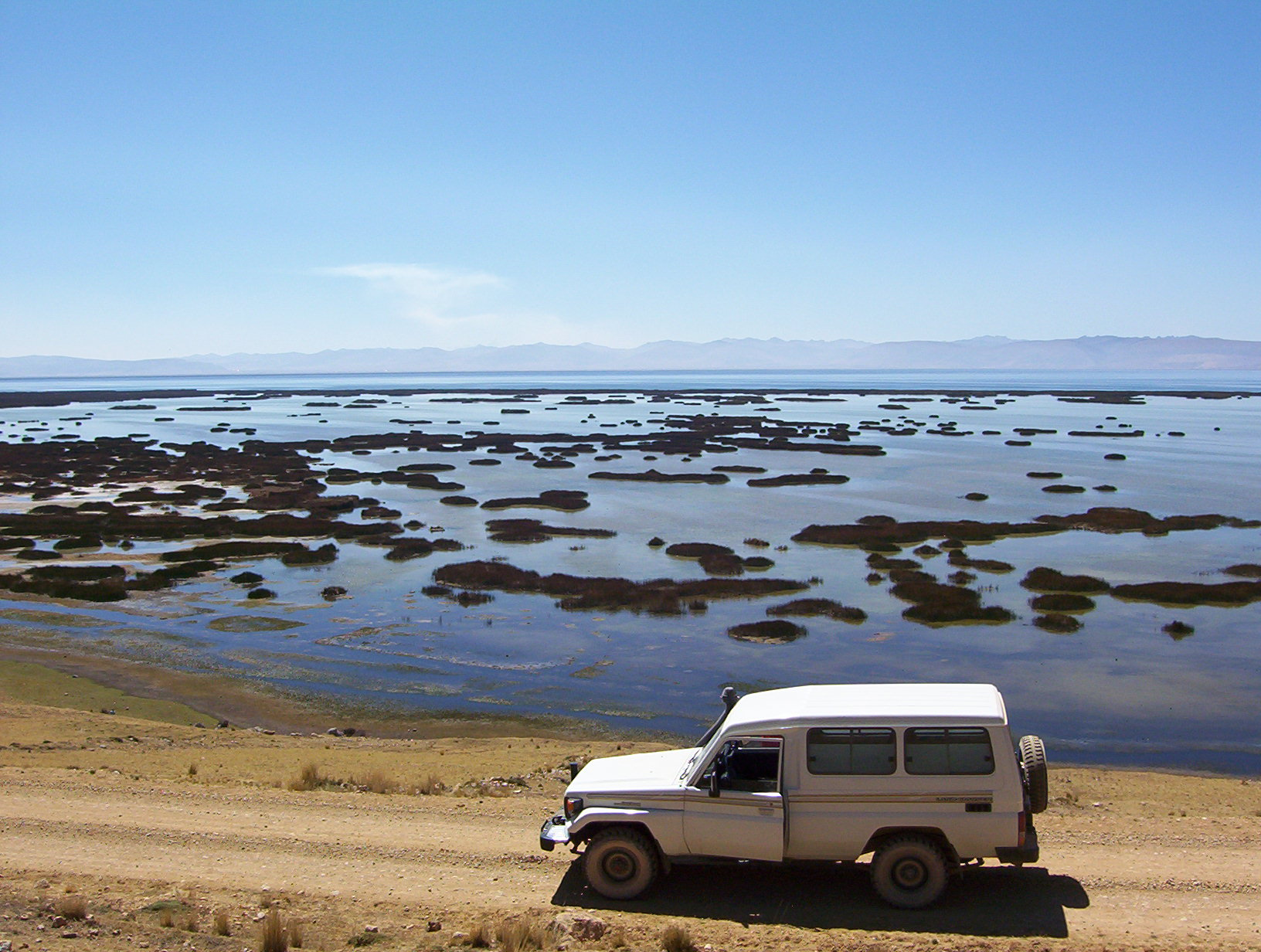
Vue partielle du lac Junin

## Géographie
La région possède une topographie très hétérogène. La cordillère occidentale, située près de la frontière avec la région de Lima, est parsemée de sommets couverts de neige et de glace. À l'est, il y a des glaciers qui finissent sur les hauts plateaux (Altiplano). Parmi eux se trouve le Plateau de Junín, qui est situé entre les villes de La Oroya et Cerro de Pasco.
La vallée de Mantaro, qui s'étend de Jauja jusqu'à la limite avec la région de Huancavelica, concentre une part importante de la population régionale. Vers l'est, à proximité de la jungle, il y a une abondance de gorges étroites et profondes, avec des pentes très inclinées.
La Cordillère Huaytapallana est située dans la zone centre-sud de la région. Cette cordillère est traversée par une grande faille, cause principale des tremblements de terre qui se produisent dans la région. Le haut de la jungle, avec ses vallées de grande longueur, modelée par le Tulumayo, Paucartambo, Río Perené et les rivières, est situé sur la côte orientale de la région.
Le Lac Junín, est le plus grand lac entièrement péruvien, il se situe entièrement dans la région, à l'exception de son extrémité nord qui appartient à la Région de Pasco.

## Divisions
La région est divisée en neuf provinces (Espagnol: provincias, singulier: provincia), qui sont subdivisées en 123 districts (distritos, singulier: distrito) :
| Province    | Chef-lieu  | Districts | Carte des provinces |
| ----------- | ---------- | --------- | ------------------- |
| Chanchamayo | La Merced  | 6         |                     |
| Chupaca     | Chupaca    | 9         |                     |
| Concepción  | Concepción | 15        |                     |
| Huancayo    | Huancayo   | 28        |                     |
| Jauja       | Jauja      | 34        |                     |
| Junín       | Junín      | 4         |                     |
| Satipo      | Satipo     | 9         |                     |
| Tarma       | Tarma      | 9         |                     |
| Yauli       | La Oroya   | 10        |                     |

## Culture
Un roman de l'écrivain péruvien Prix Nobel Mario Vargas Llosa, Lituma dans les Andes, se déroule dans le département de Junín.